# Magdalena Georgieva
Magdalena Stojanova Georgieva (in bulgaro Магдалена Стоянова Георгиева?; Plovdiv, 7 dicembre 1962) è un'ex canottiera bulgara.

## Palmarès

### Olimpiadi
- 1 medaglia:
  - 1 bronzo (Seul 1988 nel singolo)

### Mondiali
- 5 medaglie:
  - 1 oro (Copenaghen 1987 nel singolo)
  - 1 argento (Nottingham 1986 nel singolo)
  - 3 bronzi (Hazewinkel 1985 nel due di coppia; Bled 1989 nel due di coppia; Bled 1989 nel quattro con)